# Cirok
A cirok más néven cil, csil vagy cirköles, Erdélyben tatárka (Sorghum), a perjefélék (Poaceae) családjába tartozó növénynemzetség mintegy kétszáz fajjal. Mivel ezek közül több keresztezhető, a nemzetség rendszertani felosztása messze nem egyértelmű: amit egyes szerzők önálló fajnak tekintenek, az másoknál csak változat stb. Különböző célokra több faját termesztik.

## Elterjedése
A nemzetség Etiópia és Szudán sztyepp-szavanna területein őshonos, de ma már a meleg mérsékelt égövig mindenfelé termesztik. Hazánk a cirok termesztésére alkalmas övezet északi határán van; a Magyarországon termesztett fajokat Olaszországból hozták be.
Európában – így hazánkban is – először csak a seprűcirkot honosították meg; a takarmánycirkokat Európában csak később kezdték nagyobb területen termeszteni.

## Megjelenése, felépítése
A cirok magas, széles levelű pázsitkóró.

## Életmódja, termőhelye
A cirok a meleg tartományok növénye.

## Fontosabb, termesztett fajok, illetve gyomnövények
- seprűcirok (Sorghum vulgare Pers.),
- cukorcirok (Sorghum saccharatum),
- fenyércirok (Sorghum halapense)
- durra (Sorghum durah, Sorghum durra),
- tarka cirok (Sorghum bicolor),
- szudáni fű (Sorghum sudanese).

## Művelése
A seprűcirok erőteljes talajt kíván, gazdag talajon azonban durva szakállt nevel. Művelése megegyezik a tengeriével. Érés idején, október elején a cirokszárat tőből levágják, kévékbe kötik, behordás után pedig a cirokszakállt a nyak alatt 20–25 cm-re levágják, és nagyüzemi termelésnél mesterségesen, különben pedig csak szellős helyre felaggatva megszárítják, végül fakardokkal lesimítják róla a magot.
Magyarországon kicsinyben hagyományosan a kukoricaföldek szélén művelték. Nagyban, egész táblákon viszont csak Jász-Nagykun-Szolnok vármegyében, a 19. század végén termesztették. Katasztrális holdanként általában 4–10 mázsa cirokszakáll és 7–15 mázsa mag termett.
- A fenyércirok évelő növény, amit ha egyszer sikerrel vetnek valamely területen, onnan igen nehezen irtható, mert gyöktörzsei minden irányban átnövik a talajt. A 19. században egy ideig nálunk is nagyon ajánlották a termesztését, de később felhagytak vele.

## Felhasználása
- A seprűcirkot virágboga, a cirokszakáll végett termelik, hogy abból seprűt és egyéb ipari cikkeket készítsenek.
- A cukorcirkot és a seprűcirkot többször ajánlották takarmánynak, mivel kedvező időjárásnál kétszer is kaszálható, azonban igen gyorsan megkeményedik, így nem ér annyit, mint a tengeri-csalamádé (vágott, erjesztett kukoricaszár).
- A cukorcirokból már a 19. században többször is megpróbáltak cukrot előállítani (különösen Amerikában), de sokáig nem tudták kikristályosítani a cukrot, így az eljárás Magyarországon csak 1936 után, Surányi János kezdeményezésére terjedt el.

A második világháború után nagy táblákban, főleg Békés és Csongrád megyében termesztették.
- A tarka cirok termése és hajtása nemcsak takarmány, de sokfelé élelmiszernövény. Fogyasztásával azonban vigyázni kell, mert fajtájától és a korától függően mérgező ciánglikozidot tartalmazhat. Hasonlóképpen (lisztté őrölve) a seprűcirkot is használják élelmezésre.
- Kínában és más ázsiai országokban cirokmagból égetett szeszes italokat készítenek, mint például a kínai pajcsiu[1][2] és a tajvani kaoliang.[3]

## Termesztése
A cirok a világ számos részén termesztett gabonaféle. 2021-ben a cirkot több mint 100 országban termesztették, és az éves termés mennyisége meghaladta a 63 millió tonnát.
A világ legnagyobb ciroktermelői közé tartozik az Egyesült Államok, Nigéria, India, Etiópia és Mexikó. Ezek az országok a 2021-es termelésük alapján az első öt helyen álltak. 2021-ben az Egyesült Államok a világ éves ciroktermésének a 17%-át adta.

## Magyarországon
Hazánkban az 1920–1930-as években kezdtek takarmánycirkokat termeszteni, de nagyobb területen csak a második világháború után. Vetésterületük azóta is hullámzó.
A klímaváltozást és az aszályt nem bíró kukorica termesztése helyett ajánlják.